# Hrvatska na MI 2005.
Hrvatska se je natjecala na Sredozemnim igrama koje su se održale u Almeríji u Španjolskoj od 24. lipnja do 3. srpnja 2005. godine. Ovo je bilo četvrto uzastopno samostalno sudjelovanje Republike Hrvatske na Mediteranskim igrama, 14. ukupno.
Po broju osvojenih odličja Hrvatska je bila na 11. mjestu. Za Hrvatsku je nastupalo 200 natjecatelja, 117 natjecatelja i 83 natjecateljice.